# Burg Ebsdorf
Die Burg Ebsdsdorf, auch Steinhaus genannt, ist eine abgegangene Höhenburg auf 203 m ü. NN bei dem Ortsteil Ebsdorf der Gemeinde Ebsdorfergrund im Landkreis Marburg-Biedenkopf in Hessen.
Die von den Saliern erbaute Hügelburg (Motte) wird erstmals 1054 erwähnt und war bis ca. 1353 im Besitz der Herren von Ebsdorf. Die Burg, von der keine Reste mehr zeugen, lag auf einem Hügel in der Nähe des Ortes.